# Lechlumer Holz
Koordinaten: 52° 11′ 21″ N, 10° 32′ 36″ O

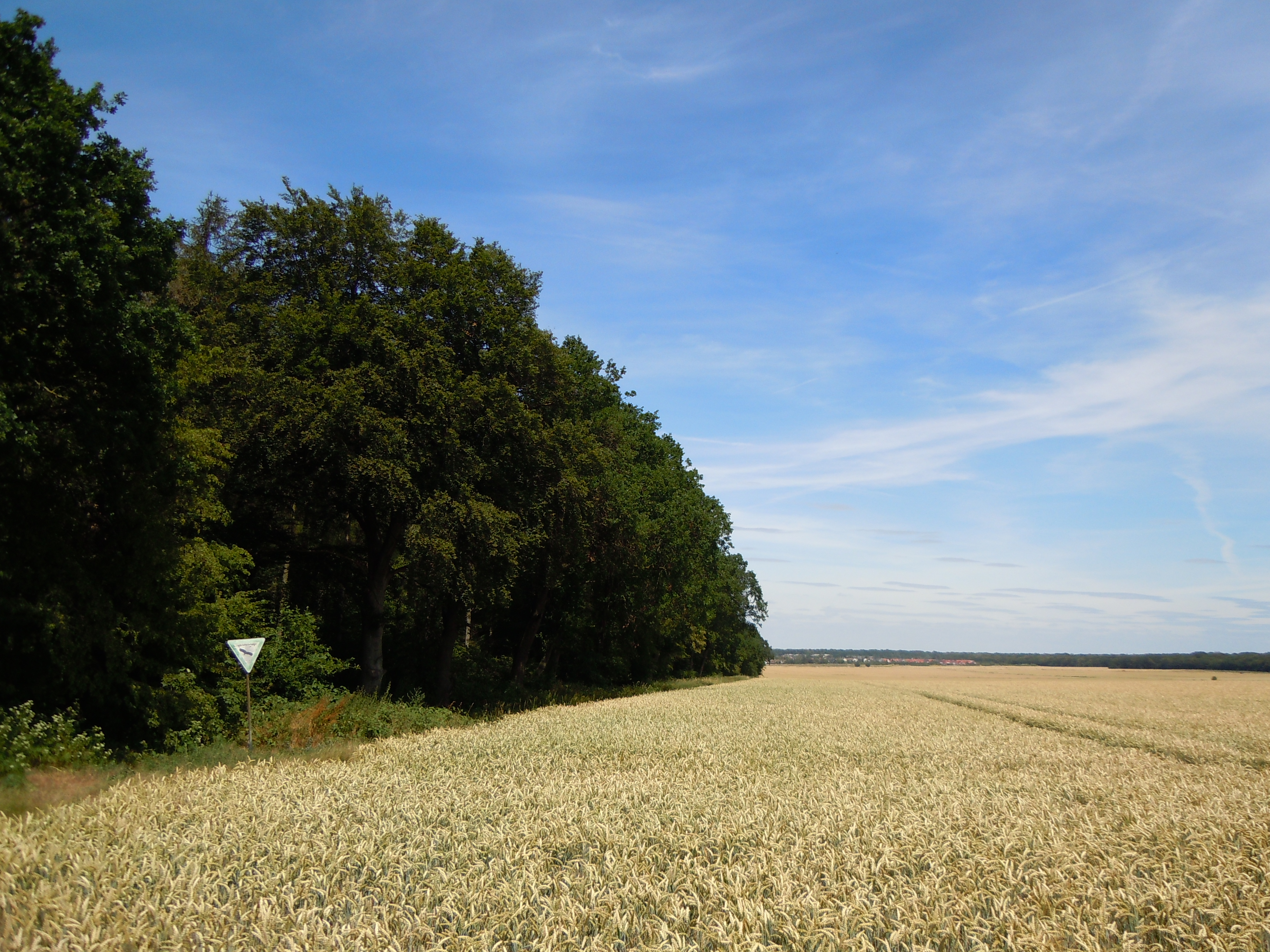
Lechlumer Holz und angrenzende Forste (die Aufnahme zeigt das Landschaftsschutzgebiet an der K1 zwischen Salzdahlum und Stöckheim)

Das Lechlumer Holz ist ein Waldstück im Norden der niedersächsischen Stadt Wolfenbüttel. Es ist eine der grünen Lungen der Stadt.

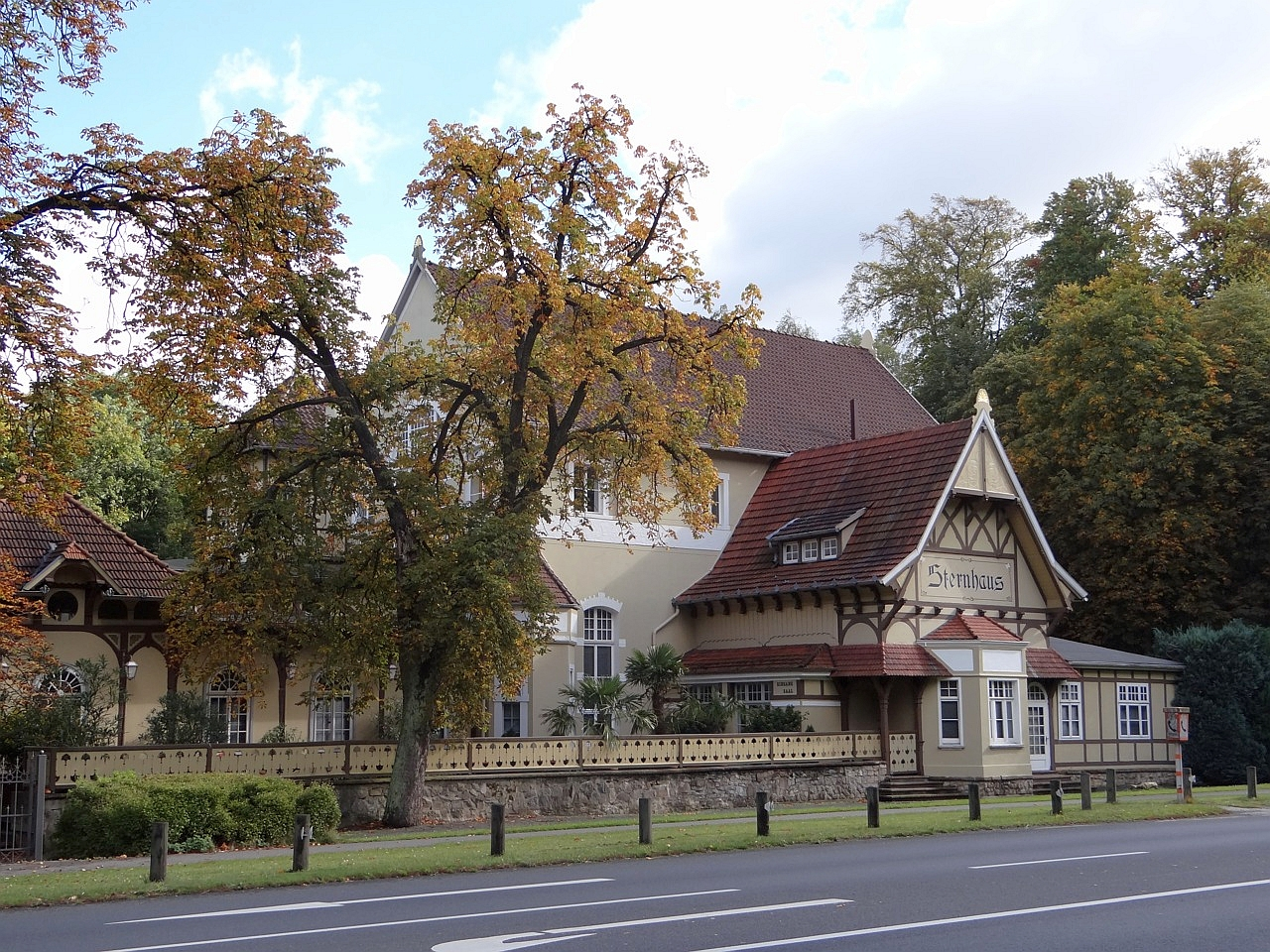
Sternhaus im Zentrum des Herzoglichen Waldes – namensgebend waren die früher strahlenförmig abgehenden Waldwege.

## Name
Das Lechlumer Holz hat seinen Namen vom wüst gefallenen Dorf Lechlum (bzw. Lechede oder Lecheln), das 1542 noch vorhanden gewesen sein soll und am Roten Vorwerk nördlich der Heinrichstadt (dem ursprünglichen Stadtkern Wolfenbüttels) lag.

## Geographie
Das Mischwaldgebiet ist seit 1972 Bestandteil des Landschaftsschutzgebiets „Lechlumer Holz und angrenzende Forste“ in Wolfenbüttel und dem Braunschweiger Stadtteil Stöckheim. Das Lechlumer und Oberdahlumer Holz bilden mit dem Atzumer Forst das LSG WF 00012 mit einer Fläche von 290 ha, der Stöckheimer Forst das LSG BS 00018 mit 86,70 ha. Westlich an das Lechlumer Holz schließt sich das Landschaftsschutzgebiet Nördliche Okeraue mit der Oker an. Die Hänge des Schieferberg mit sichtbaren Schichten der Unterkreide bilden eine deutliche Talsituation. Naturräumlich gehört das Lechlumer Holz zum Salzdahlumer Hügelland.
Das leicht hügelige Gebiet liegt auf Höhen zwischen etwa 84 m ü. NHN und 166 m am Ostrand. Es wird von der B 79 (früher die B 4) durchschnitten und schließt sich unmittelbar an die Besiedlung der Wolfenbütteler Kernstadt an.

## Geschichte und Bauwerke

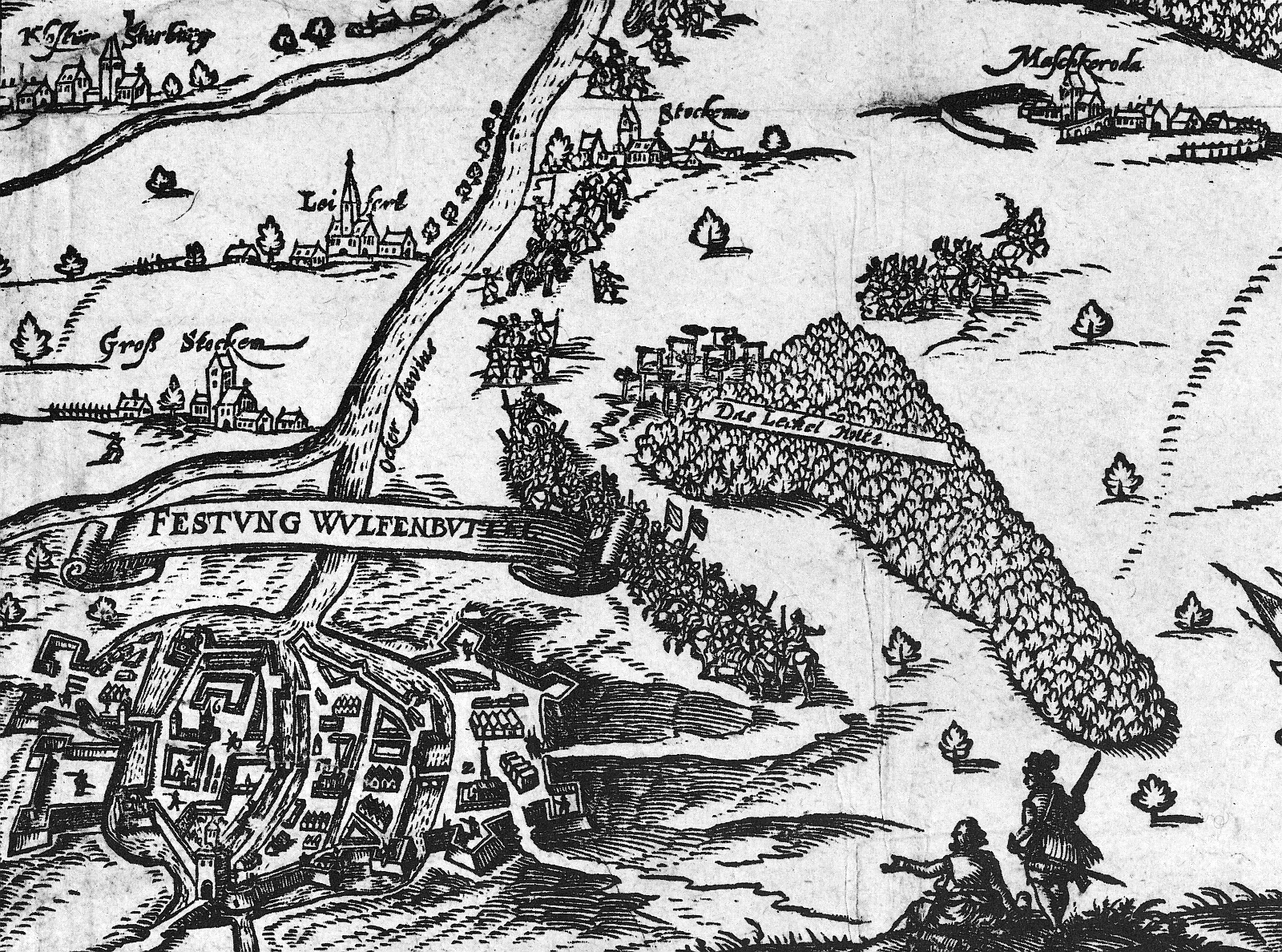
Ausschnitt einer Karte von 1615: Nordöstlich der Festung Wolfenbüttel befindet sich „Das Lechel Holtz“. Deutlich sichtbar am nordwestlichen Waldrand das „Hohe Gericht“, mit mehreren Galgen, Pfählen und Rädern.

Das Hohe Gericht am Lechlumer Holz diente vom 16. Jahrhundert bis Mitte 1759 (dem Jahr der Verlegung auf den Wendesser Berg) als Hauptrichtstätte des Fürstentums Braunschweig-Wolfenbüttel. Die Anlage befindet sich auf einer Hügelkuppe (Galgenberg) oberhalb der Oker am nordwestlichen Rand des Waldstückes auf Stöckheimer Gebiet, wobei die Überreste der Richtstätte noch heute erkennbar sind. Dem Braunschweiger Autor Friedrich Steger zufolge hatte das Lechlumer Holz zur Zeit der Hexenprozesse „von den vielen halbverkohlten Hexenpfählen ganz das Ansehen eines halb niedergebrannten Waldes“.
Im Dreißigjährigen Krieg wurde Wolfenbüttel von den Pappenheimern belagert. In dem Zuge wurden im Okertal der Schwedendamm und am Waldrand die Schwedenschanze angelegt; auf den Damm verweisen noch der Straßenname und eine Informationstafel, auf die Schwedenschanze der heute noch vorhandene Ortsteilname.

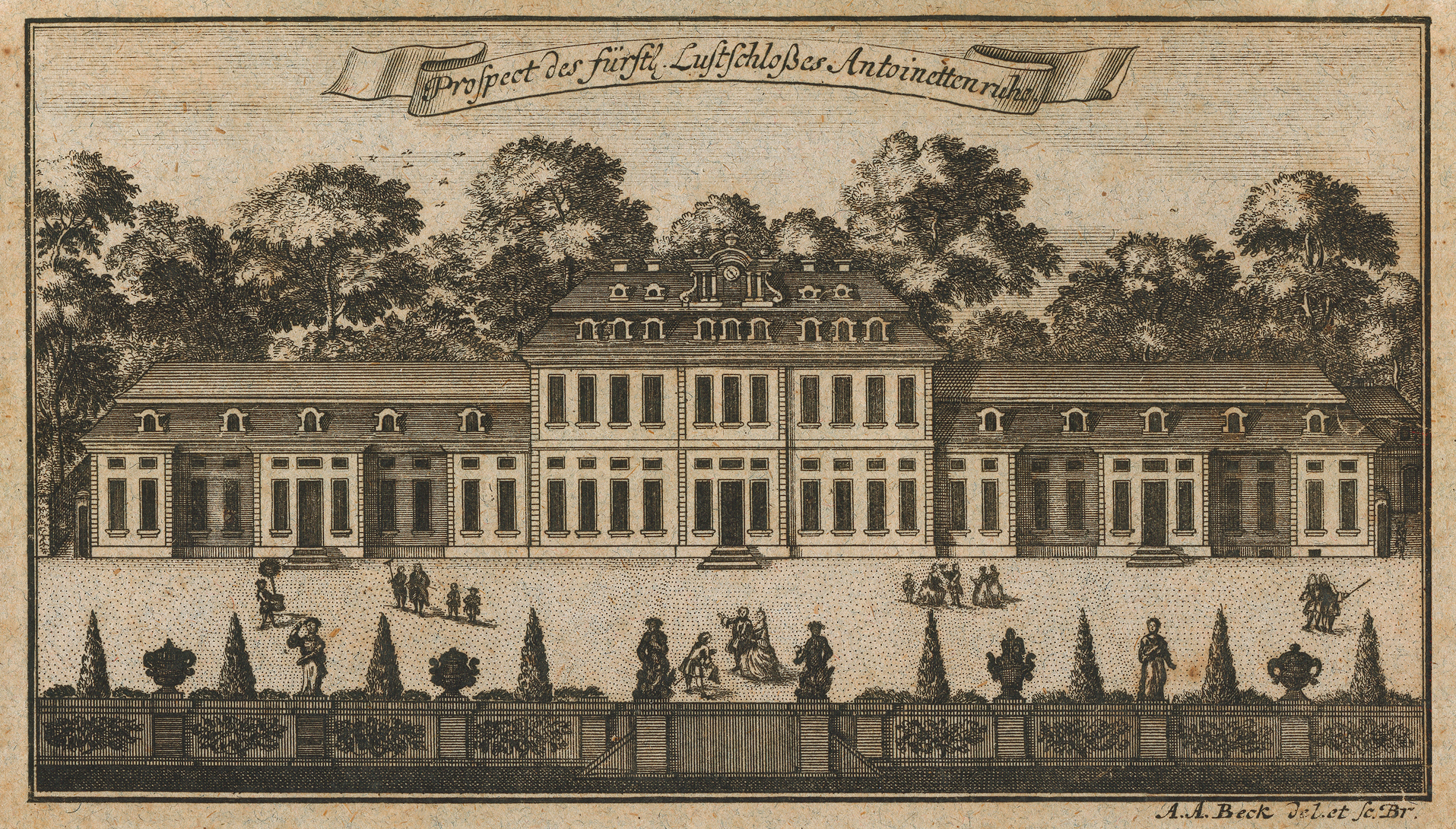
Prospect des fürstl. Lustschloßes Antoinettenruhe, Stich von Anton August Beck, um 1765

Die heutige Bundesstraße heißt Neuer Weg. An ihm befindet sich auf der Hügelkuppe das Sternhaus, ein  Baudenkmal Wolfenbüttels, an dem früher die elektrische Straßenbahn Braunschweig-Wolfenbüttel entlang verlief. Früher war es eine Heerstraße, die von Wolfenbüttel über Stöckheim und Melverode nach Braunschweig verlief. Herzog Rudolf August (1627–1704) ließ 1671 den Neuen Weg als Barockstraße anlegen, der Alte Weg verlief weiter westlich am Waldrand entlang der Richtstätte und durch das heutige Wohngebiet Stöckheim-Süd.
Am Südrand des Lechlumer Holzes befand sich das 1733 errichtete Lustschloss Antoinettenruh, ein Werk des für Wolfenbüttel bedeutsamen Barock-Baumeisters Hermann Korb (1656–1735).
Die Kaserne Am Exer befindet sich östlich des Waldgebietes auf etwa 125 m ü. NHN, südwestlich befindet sich das Klinikum Wolfenbüttel. Früher befand sich das Kurhotel Waldschloss am Lechlumer Holz.
1955 erhielt das Niedersächsische Staatsarchiv einen Neubau im Lechlumer Holz. Der Architekt war Jan Wilhelm Prendel.

## Heutige Nutzung

### Walderlebnispfad LÖWE
Das Naherholungsgebiet bietet Wander- und Radwege sowie eine artenreiche Flora und Fauna, von der alte Eichen- und Buchenbestände besonders hervorzuheben sind. Die Niedersächsischen Landesforsten bewirtschaften das gesamte Waldgebiet und haben dort den aufwendig gestalteten Walderlebnispfad für „Langfristige Ökologische Wald-Entwicklung“ eingerichtet. In dem Zuge ist auch eine Senke nahe der Besiedlung als Naturspielplatz hergerichtet worden. Entlang dem Pfad befinden sich mehrere Mitmach- und Erlebnisstationen für Kinder.
Drei Informationstafeln weisen auf die Geschichte des Lechlumer Holzes, speziell des Herzoglichen Waldes zum Bürgerwald hin. Für den Erlebnispfad steht Informationsmaterial in Form von Flyern und Rallye-Vorschlägen zur Verfügung.

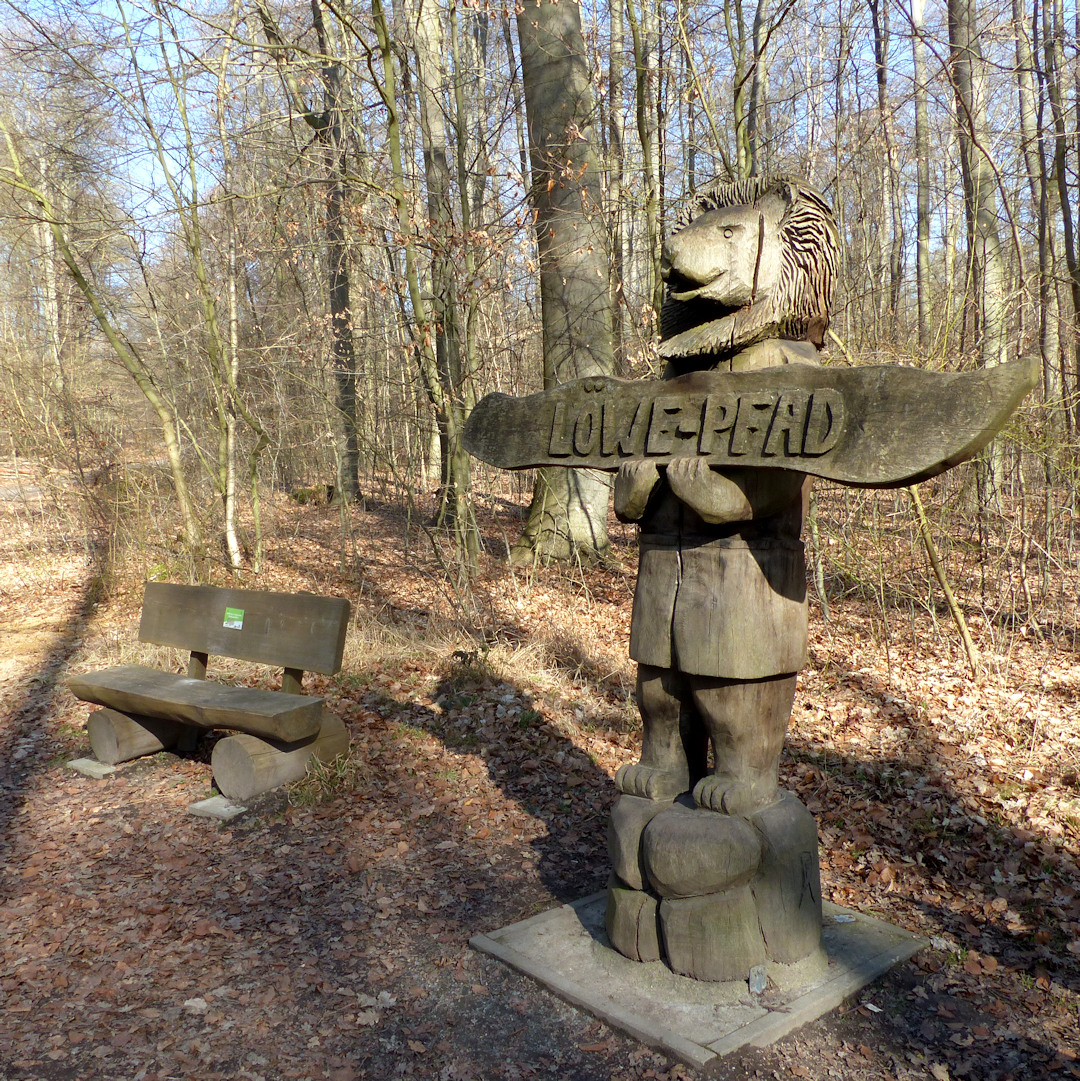
Skulptur am Südzipfel des Löwe-Pfads
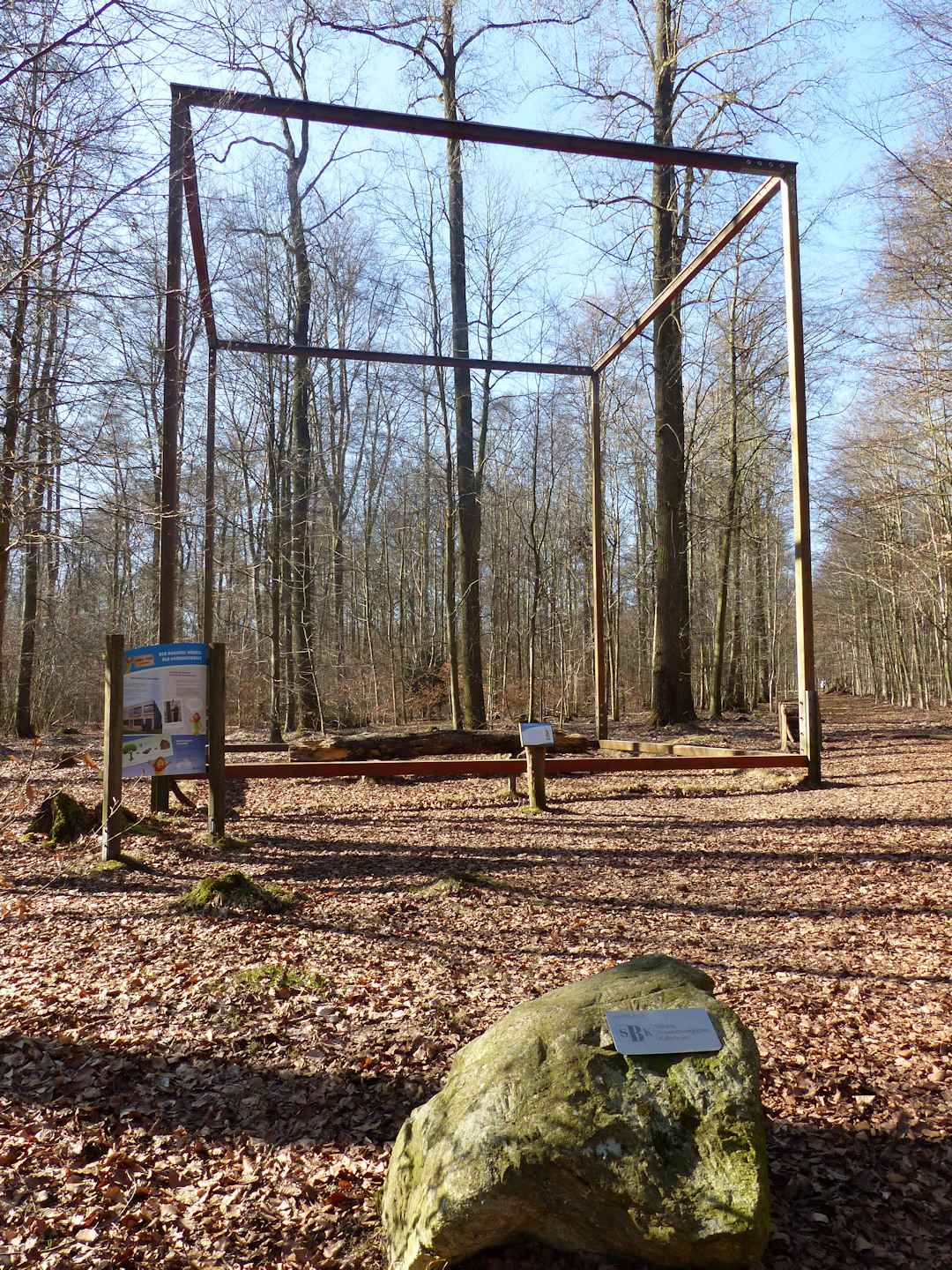
Waldlehrpfad: Kubus 10 Kubikmeter
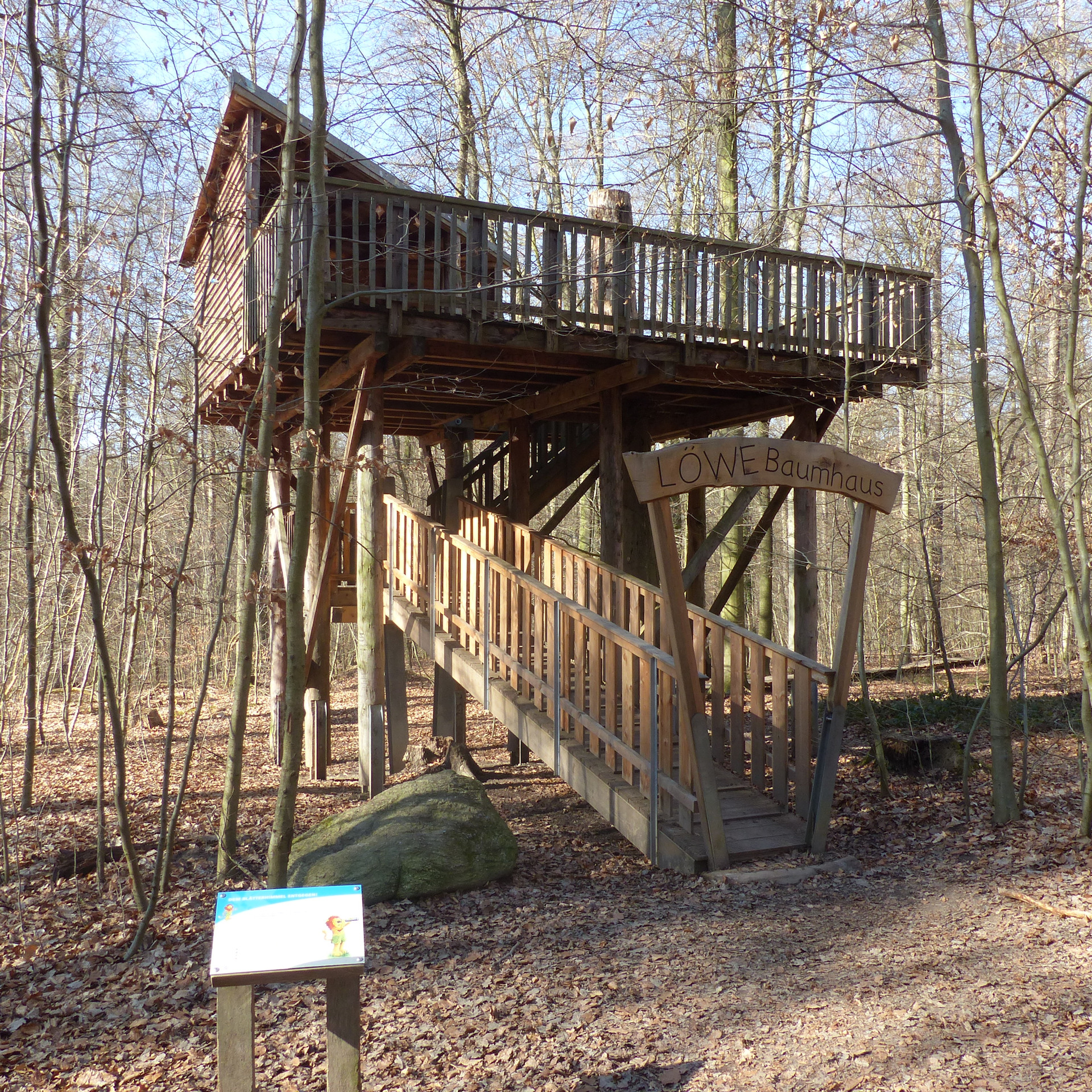
Baumhaus am Löwepfad

### Tierbestattungen und Friedwald
Nahe dem Parkplatz Antoinettenruh haben die Landesforsten den „Abschiedswald Lechlumer Holz“ für die Naturbestattung von Haustieren eingerichtet.
Seit 2022 ist im westlichen Waldteil auf Höhe des Sternhauses ein größeres Gelände als Friedwald entstanden, auf dem ein Abschiedsplatz mit einem größeren hölzernen Unterstand errichtet wurde.

## Sonstiges
Der Maler Wilhelm Busch hielt in dem Waldgebiet verschiedene Motive in Öl fest.

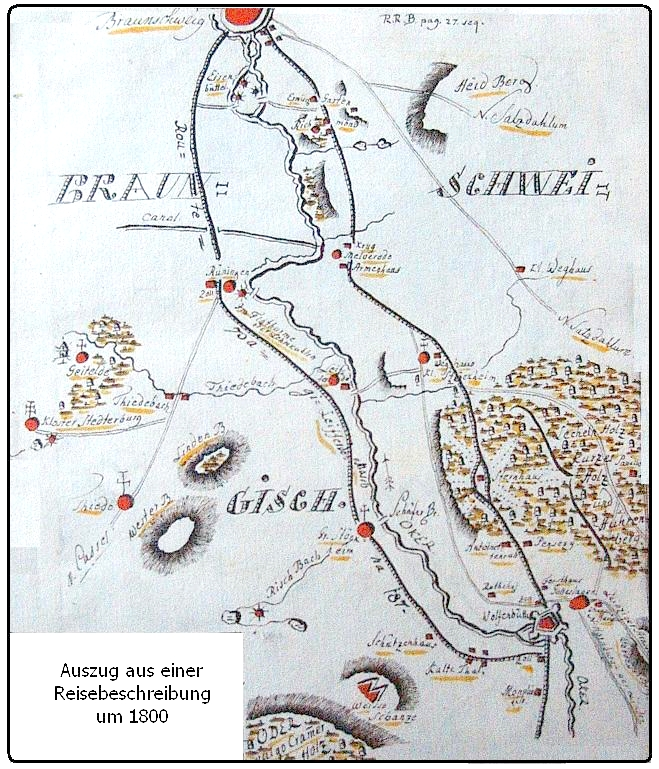
Der „Neue Weg“ durch das Lechlumer Holz auf einer Karte um 1800
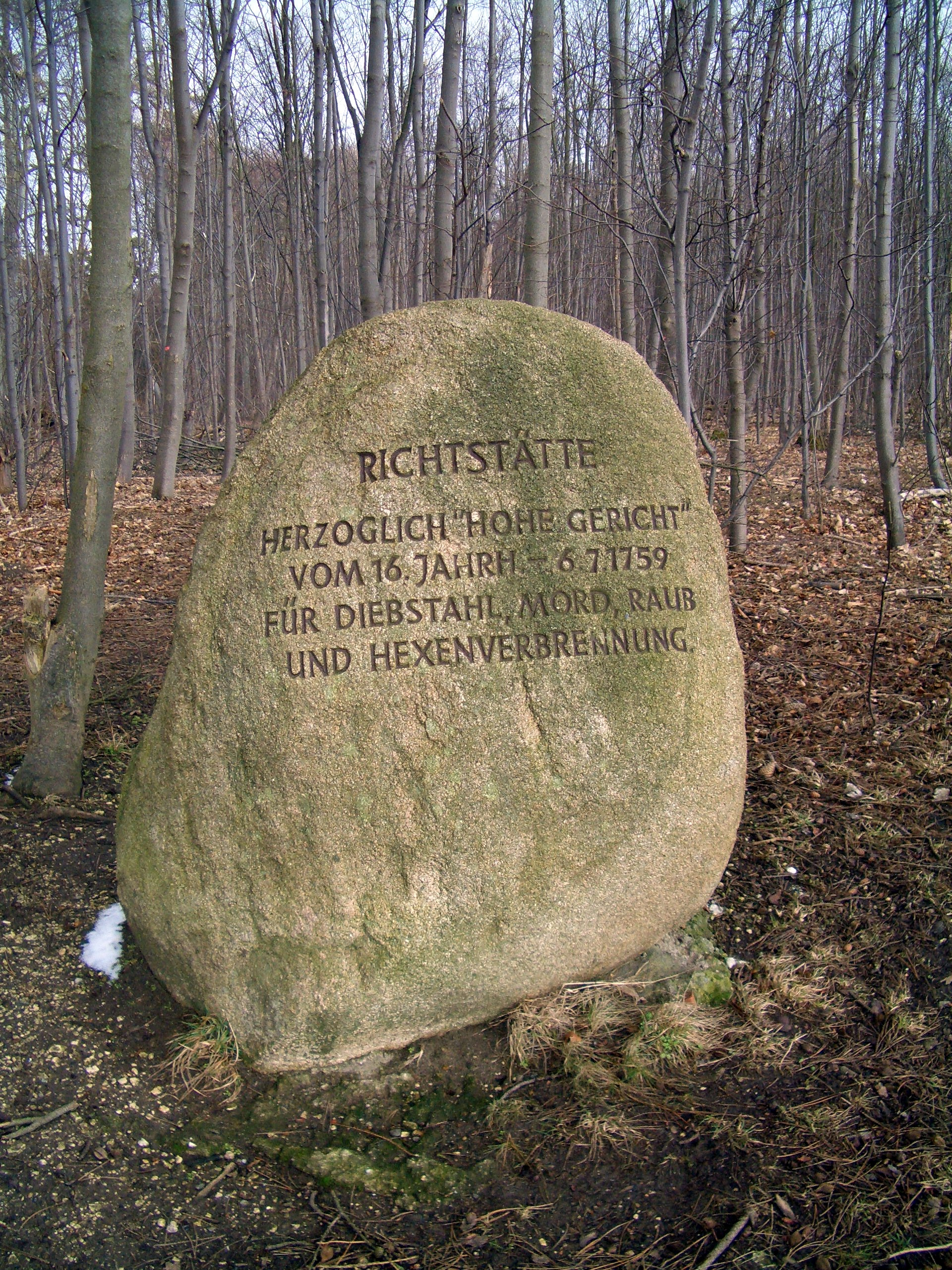
Gedenkstein (1986) an der Richtstätte („für Diebstahl, Mord, Raub und Hexenverbrennung“)
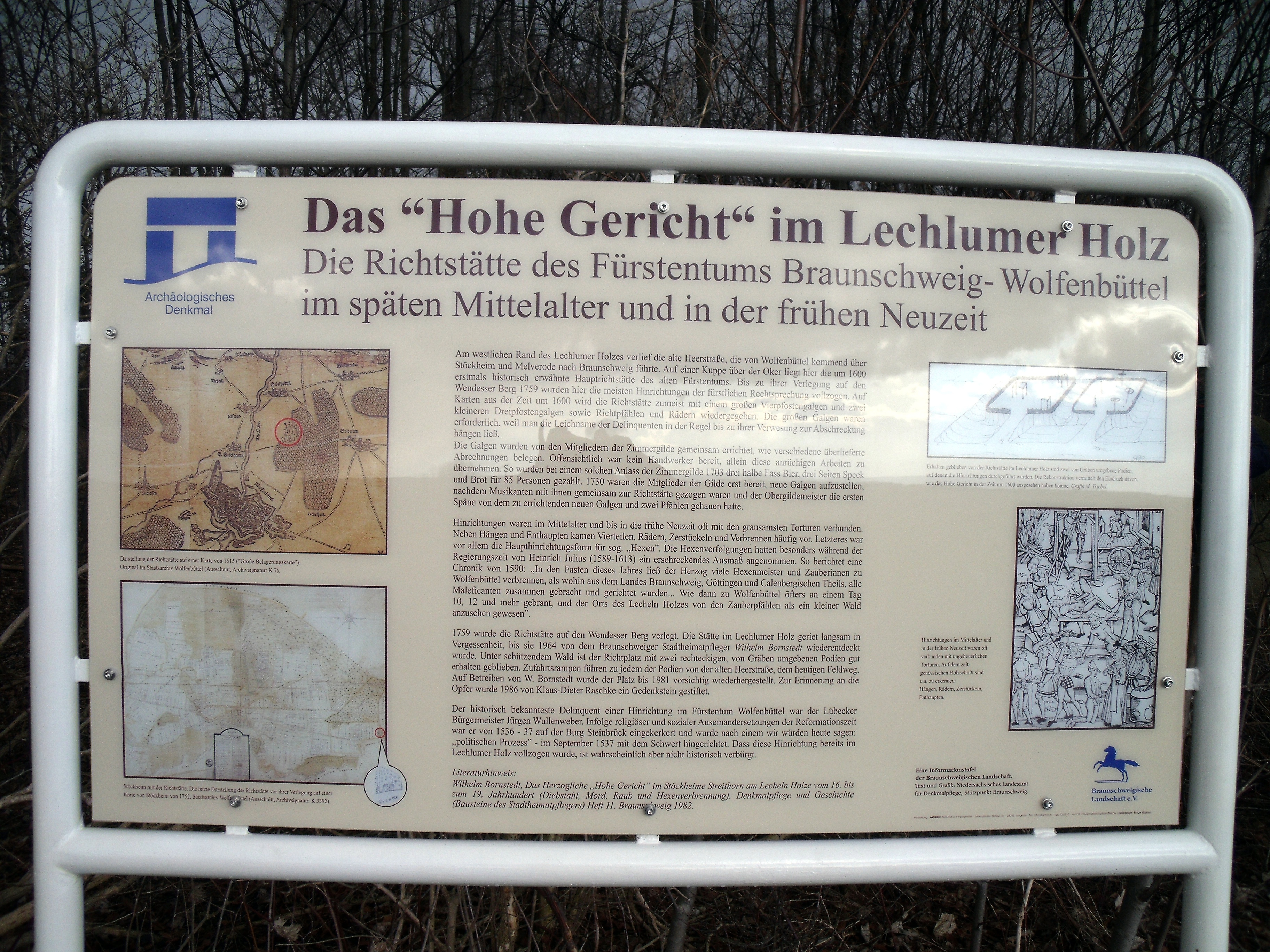
Tafel an der Richtstätte